# Hosni Mubàrak
Muhàmmad Hosni Sàyyid Mubàrak (àrab: محمد حسنى سيد مبارك, Muḥammad Ḥusnī Sayyid Mubārak), més conegut per Hosni Mubàrak (Kafr-El Meselha, 4 de maig de 1928 - el Caire, 25 de febrer de 2020) va ser un polític i militar egipci, representant conspicu de les dictadures militars àrabs. Fou president de la República Àrab d'Egipte des del 14 d'octubre de 1981, tot succeint Anwar el-Sadat després del seu assassinat el 6 d'octubre del mateix any, fins a l'11 de febrer de 2011, en què un seguit de protestes i manifestacions, inscrites dins de la Primavera Àrab, l'obligaren a abandonar el càrrec. Va ser succeït per Mohammed Mursi, partidari del moviment polític dels Germans Musulmans, el 13 de juliol de 2013. L'1 de juny de 2012 fou condemnat a cadena perpètua per la repressió dels manifestants durant els fets, càrrec del qual va ser absolt el 2014.

## Biografia
Acabats els estudis de secundària, va ingressar en l'Acadèmia Militar Egípcia, on va obtenir el títol en Ciències Militars a 20 anys. El 1950 va ingressar en l'acadèmia de la Força Aèria, rebent instrucció també a Frunze, l'actual Bixkek, capital del Kirguizstan, llavors república de la Unió Soviètica, aconseguint el títol de pilot de combat. Va ascendir ràpidament i el 1964 va ser nomenat representant de la delegació militar egípcia a la Unió Soviètica.

### Carrera política
El 1967 es converteix en cap de la Força Aèria Egípcia, essent responsable d'alguns dels combats que se succeeixen en el permanent conflicte amb Israel. El 1973 participa activament en els preparatius i desenvolupament de la Guerra del Yom Kippur.
El 1975 fou designat per Anwar el-Sadat vicepresident de la República. Després de l'assassinat d'aquest a mans de militants islamistes, assolí la presidència d'Egipte i del Partit Nacional Democràtic, essent reelegit els anys 1987, 1993, 1999, 2005 i 2010. En diferents eleccions que serien boicotejades per l'oposició, en gran part il·legalitzada, i en molts casos sense altres candidats a la presidència.

### President d'Egipte
Mubàrak continuà la política pro-occidental de Sadat, intentant un equilibri entre les bones relacions amb Israel i els Estats Units, dels quals rebé abundant ajuda militar, i mantenint formalment una posició favorable a les negociacions i a la recerca de solucions pacífiques al conflicte araboisraelià. Fou favorable al règim de Saddam Hussein en la Guerra Iran-Iraq, però contrari a la posició iraquiana durant la invasió de Kuwait, unint-se a les tropes de l'aliança internacional en la Guerra del Golf de 1991. En canvi, es mostraria contrari a la invasió de l'Iraq de 2003. Malgrat el control de la premsa i mitjans de comunicació, la seva imatge es començà a desgastar durant els anys noranta a causa de diversos casos de corrupció familiars, la seva posició afí als interessos estatunidencs i les mesures econòmiques liberals que suscitaren descontentament popular.
A partir dels anys 2000, inicià algunes tímides reformes cap a una lleu democratització del país, per recomanació dels EUA, el seu principal aliat i suport en el poder, fins que el 2005 es permeté que altres candidats es presentessin al càrrec presidencial. En les eleccions del 28 de novembre de 2010, Hosni Mubàrak tornà a guanyar en primera volta imposant-se clarament a l'oposició dels Germans Musulmans, de manera fraudulenta segons l'oposició. La majoria de partits opositors, en especial els d'esquerres i els representants dels coptes, continuaren sent il·legals. Al llarg d'aquests darrers anys, també va destacar l'explosiva situació de la minoria copta sotmesa a discriminació.

### Revolta a Egipte i dimissió
El 25 de gener del 2011 –conegut com el Dia de la ira– es van començar a produir manifestacions pro-democràcia arreu d'Egipte demanant la dimissió del govern de Mubàrak, després de trenta anys al govern. El dia 11 de febrer del 2011 va presentar la dimissió.
L'1 de juny de 2012 fou condemnat a cadena perpètua per la mort de 850 manifestants. Després de diversos recursos, incloent la repetició del judici, va ser finalment alliberat el 2 de març de 2017.